# Championnat de Belgique féminin de handball de deuxième division 2011-2012
 (août 2023).
Si vous disposez d'ouvrages ou d'articles de référence ou si vous connaissez des sites web de qualité traitant du thème abordé ici, merci de compléter l'article en donnant les références utiles à sa vérifiabilité et en les liant à la section « Notes et références ».
Navigation
2010-2011 2012-2013
La saison 2011-2012 du Championnat de Belgique féminin de handball de deuxième division est la 32e édition de la deuxième plus haute division féminine belge de handball. La première phase du championnat la phase classique oppose les dix meilleurs clubs de Belgique en une série de dix-huit rencontres puis de six à dix matchs durant les play-offs.

## Organisation du championnat
La saison régulière est disputée par 10 équipes jouant chacune l'une contre l'autre à deux reprises selon le principe des phases aller et retour. Une victoire rapporte 2 points, une égalité, 1 point et, donc une défaite 0 point.
Après la saison régulière, les 4 équipes les mieux classées s'engagent dans les play-offs. Ceux-ci constituent en un nouveau championnat où les 4 équipes s'affrontent en phase aller-retour mais lors duquel l'équipe classée première de la saison régulière part avec 4 points, le second, 3, le troisième, 2, le quatrième, 1.
Ces quatre équipes s'affrontent dans le but de pouvoir terminer premier et, donc de monter en première division national.
Pour ce qui est des 6 dernières équipes de la phase régulière, elles s'engagent quant à elles dans les play-downs. Il s'agit là aussi d'une compétition normale en phase aller-retour mais pour laquelle, le premier de ces play-downs commence avec 6 points, le second, 5, le troisième, 4, le quatrième, 3, le cinquième, 2 et le sixième avec 1 points.
Ces quatre équipes s'affrontent dans le but de ne pas pouvoir finir aux trois dernières places dans ce cas les dernières équipes seront reléguées en fonction de leur fédération, si par exemple une de ces équipes est affiliée à la Ligue Francophone de Handball, elle sera reléguée en D1 LFH mais si un des clubs est affilié à l'Vlaamse Handbal Vereniging (Fr:Association Flamande de Handball), alors elle sera reléguée en Superliga, sur ces trois équipes, une laissera sa place au vainqueur de la D1 LFH tandis qu(une autre laissera sa place au vainqueur de la Liga. La dernière de ces trois équipes laissera quant à elle sa place au vainqueur du test match entre le deuxième de la D1 LFH et le deuxième de Liga.

## Saison régulière

### Classement
Mis à jour le 24/01/2012
|    | Équipe                 | Pts | J  | G  | N | P  | Bp  | Bc  | Diff |
| -- | ---------------------- | --- | -- | -- | - | -- | --- | --- | ---- |
| 1  | Apolloon Courtrai      | 34  | 18 | 17 | 0 | 1  | 496 | 381 | 115  |
| 2  | Brussels Handball Club | 31  | 18 | 15 | 1 | 2  | 482 | 329 | 153  |
| 3  | HC Atomix              | 22  | 18 | 11 | 0 | 7  | 451 | 362 | 89   |
| 4  | HC Leuven              | 21  | 18 | 10 | 1 | 7  | 393 | 361 | 32   |
| 5  | DHC Overpelt           | 21  | 18 | 10 | 1 | 7  | 399 | 401 | -2   |
| 6  | Fémina Visé Handball 2 | 20  | 18 | 10 | 0 | 8  | 433 | 394 | 39   |
| 7  | KTSV Eupen 1889        | 15  | 18 | 7  | 1 | 10 | 457 | 480 | -23  |
| 8  | HC Pentagoon Kortessem | 12  | 18 | 6  | 0 | 12 | 410 | 459 | -49  |
| 9  | Jeunesse Jemeppe       | 2   | 18 | 1  | 0 | 17 | 359 | 508 | -149 |
| 10 | HBC Dendermonde        | 2   | 18 | 1  | 0 | 17 | 238 | 443 | -205 |

|   | Qualification en playoffs |
|   | Playdowns                 |
| T | Tenant du titre 2011      |
| P | Promu 2011                |

## Play-offs

### Classement
|   | Équipe                 | Pts | J | G | N | P | Bp  | Bc  | Diff |
| - | ---------------------- | --- | - | - | - | - | --- | --- | ---- |
| 1 | Apolloon Courtrai      | 14  | 6 | 5 | 0 | 1 | 161 | 140 | 21   |
| 2 | Brussels Handball Club | 13  | 6 | 5 | 0 | 1 | 155 | 122 | 33   |
| 3 | HC Atomix              | 4   | 6 | 1 | 0 | 5 | 133 | 149 | -16  |
| 4 | HC Leuven              | 3   | 6 | 1 | 0 | 5 | 114 | 152 | -38  |

|  | Qualification pour la finale                        |
|  | Qualification pour le match pour la troisième place |

### Résultats
| Résultats (dom.\ext.)                                      | Brus  | Wilr  | Visé  | Over  |
| Apolloon Courtrai                                          |       | 28-22 | 29-24 | 25-17 |
| Brussels Handball Club                                     | 27-19 |       | 19-18 | 29-17 |
| HC Atomix                                                  | 25-30 | 25-31 |       | 24-22 |
| HC Leuven                                                  | 25-30 | 15-27 | 18-17 |       |
| - Victoire à domicile - Match nul - Victoire à l'extérieur |       |       |       |       |

### Match pour la troisième place
| Date                | Club recevant | Score   | Club visiteur |
| ------------------- | ------------- | ------- | ------------- |
| 13 mai 2012 à 17h30 | HC Atomix     | 21 – 14 | HC Leuven     |

### Finale
Le vainqueur de cette finale est sacré champion de Belgique et est qualifier au premier tour de la Coupe EHF.
| Date                | Club recevant          | Score   | Club visiteur          |
| ------------------- | ---------------------- | ------- | ---------------------- |
| 13 mai 2012 à 18h30 | Brussels Handball Club | 33 – 25 | Apolloon Courtrai      |
| 17 mai 2012 à 18h00 | Apolloon Courtrai      | 23 – 19 | Brussels Handball Club |
| 19 mai 2012 à 19h00 | Apolloon Courtrai      | 22 – 17 | Brussels Handball Club |

L'Apolloon Courtrai est sacré champion de Belgique de deuxième division national et est ainsi promu en première division national.